# شاهزاده أحمد (مازو)
شاهزادة احمد (بالفارسية: شاهزاده‌احمد) هي قرية تقع في قسم مازو الريفي، بمقاطعة أنديمشك التابعة لمحافظة خوزستان، إيران. يقدر عدد سكانها بـ 84 نسمة حسب الإحصاء السكاني الذي تمّ في عام 2006.